# Peder Marcussen
Pour les articles homonymes, voir Marcussen.
Peder Andreas Marinus Marcussen est un gymnaste artistique danois, né le 26 novembre 1894 à Guldager (da) et mort le 16 décembre 1972 à Esbjerg.
Il remporte aux Jeux olympiques d'Anvers de 1920 la médaille d'or en système libre par équipes.